# Wallace Chafe
Wallace Chafe (Cambridge, 3 de setembro de 1927 - 3 de fevereiro de 2019) foi um linguista estadunidense, professor emérito da Universidade da Califórnia em Santa Bárbara. Suas pesquisas incluíam áreas como semântica, discurso, prosódia, cognição e línguas indígenas americanas, sendo crítico do gerativismo de Noam Chomsky.